# إريك أندرسن (فنان)
اريك أندرسن (بالدنماركية: Eric Andersen)‏ هو فنان دنماركي، ولد في 1940 في أنتويرب في بلجيكا.